# Bataille de Caldiero (1796)
Pour les articles homonymes, voir Bataille de Caldiero.
Campagne d'Italie (1796-1797)
Batailles
La bataille de Caldiero se déroula le 12 novembre 1796 à Caldiero, pendant la première campagne d'Italie, et opposa une armée autrichienne commandée par le général Josef Alvinczy von Borberek aux forces françaises du général Napoléon Bonaparte. Alors que les troupes du Saint-Empire essayaient pour la troisième fois de dégager la forteresse de Mantoue assiégée par les Français, deux colonnes autrichiennes convergèrent en direction de la ville, l'armée principale depuis l'est et un corps indépendant depuis le nord. Ces deux corps remportèrent plusieurs succès initiaux, repoussant les troupes françaises inférieures en nombre, et le gros des forces autrichiennes menaçait à présent Vérone. Bonaparte détacha alors les divisions Augereau et Masséna pour l'arrêter.
En dépit d'une météo capricieuse, les Français attaquèrent les positions autrichiennes à Caldiero, défendues dans un premier temps par les éléments d'avant-garde du prince de Hohenzollern-Hechingen. Les Impériaux tinrent bon jusqu'à l'arrivée de renforts dans l'après-midi qui obligèrent les assaillants à reculer. Cette défaite tactique de Bonaparte, l'une des rares de la campagne, contraignit son armée à se replier sur Vérone après avoir subi des pertes supérieures à celles de son adversaire. Le général français parvint néanmoins à élaborer une nouvelle stratégie qui lui permit de vaincre les Autrichiens à la bataille d'Arcole quelques jours plus tard.